# Тальниковий водоспад
Тальниковий водоспад (рос. Тальниковый водопад) — згідно з деякими твердженнями, найвищий водоспад у Росії та Євразії.
Розташований у Красноярському краї (Російська Федерація) на плато Путорана (Середньосибірське плоскогір'я) в Путоранському заповіднику, на озері Дюпкун, на лівому його березі між гирлами річок 1-ї Гагари і 2-ї Гагари.
Водоспад розглядається як місце залучення туристів, проте через відсутність транспортної й готельної інфраструктури підвезення і розміщення туристів у цих місцях украй ускладнені.

## Опис водоспаду
Тальниковий водоспад є струмком, який прямовисно падає з плоскої гори Трапеція з урізу приблизно 920 м над рівнем моря й досягає озера з урізу 109 м. Проєкція усього струмка на площину має довжину близько 1 км.
Цей потік сезонний з терміном існування 1—2 місяці. У решту часу він або заморожений суворими таймирськими холодами, або висушений спекотними літніми днями.

## Історія відкриття
Водоспад виявлений порівняно недавно. Його відкрив дослідник плато Путорана Михайло Васильович Афанасьєв, і про свою знахідку він повідомив у журналі «Турист» в 1975 р..
Уперше інструментальні виміри водоспаду за ініціативою українського літератора та краєзнавця, автора книги «Географічний калейдоскоп» Петра Авксентійовича Кравчука зробила 7 вересня 1990 р. експедиція з восьми чоловік водноспортивної туристичної секції спортивного клубу «Сталь» при Дніпропетровському металургійному заводі.
Згідно з їх вимірами, висота каскаду водоспаду складає 482 м. Результат вимірів зафіксований у книгах Петра Кравчука «Рекорди природи» та "Книзі рекордів природи" (Луцьк, 2011).